# Verchain-Maugré
Verchain-Maugré är en kommun i departementet Nord i regionen Hauts-de-France i norra Frankrike. Kommunen ligger i kantonen Valenciennes-Sud som tillhör arrondissementet Valenciennes. År 2022 hade Verchain-Maugré 1 103 invånare.

## Befolkningsutveckling
Antalet invånare i kommunen Verchain-Maugré
| Referens: INSEE |